# Róbert
A Róbert  a germán Hrodebert, Rodebert nevekből kialakult férfinév, a jelentése dicsőség, hírnév + fényes, híres. Női párja: Roberta, Robertin, Robertina.

## Rokon nevek
- Robin:[1] a Róbert angol beceneve.[2]
- Robinzon:[1] a Robin névből képzett családnév, ami keresztnévként is használatos. A jelentése: Robin fia.[2]
- Rupert:[1] a Róbert délnémet eredetű alakváltozata.[3]

## Gyakorisága
Az 1990-es években a Róbert igen gyakori, a Robin, Robinzon és a Rupert szórványos név, a 2000-es években a Róbert a 39-47. leggyakoribb férfinév, a többi nem szerepel az első százban.

## Névnapok
Róbert, Robin, Robinzon
- február 4.[2]
- április 29.[2]
- május 13.[2]
- június 7.[2]
- július 17.[2]
- szeptember 17.[2]

Rupert
- március 7.[3]
- március 27.[3]
- május 15.[3]

## Idegen nyelvi változatai
- Robert (német, angol, francia)
- Roberto (olasz, portugál, spanyol)

## Híres Róbertek, Robinok, Robinzonok és Rupertek
- Antal Róbert olimpiai bajnok vízilabdázó
- Alföldi Róbert színész, rendező, festőművész
- Batykó Róbert festőművész
- Berény Róbert festőművész
- Rob Bourdon zenész
- Robert Browning angol költő
- Robert Burns skót költő
- Roberto Carlos da Silva brazil labdarúgó
- Robbie Coltrane  skót színész
- Robert De Niro színész
- Dolák-Saly Róbert humorista, színész
- Puzsér Róbert műsorvezető, kritikus
- Fazekas Róbert Európa-bajnok diszkoszvető
- Robert Fico szlovák politikus, miniszterelnök
- Robert Fischer sakkvilágbajnok
- Gergely Róbert színész
- Robert Koch német Nobel-díjas orvos
- Robert Iler amerikai színész
- Ilosfalvy Róbert operaénekes
- Koltai Róbert színész
- Robert E. Lee az Amerikai Egyesült Államok tábornoka
- Robert Kubica lengyel Formula–1-es autóversenyző
- Robert McNamara amerikai politikus
- Robert Merle francia író
- Robert Pattinson színész
- Robin van Persie holland labdarúgó
- Rátonyi Róbert színész
- Robert Redford színész
- Robert Schumann német zeneszerző
- Robert Schuman francia politikus
- Robert Smith angol énekes, zeneszerző
- Rob Halford angol énekes
- Szikora Róbert énekes
- Urbán-Nagy Róbert operaénekes, énekművész
- Robin Paul Weijers producer, "Dominó Úr"
- Robbie Williams angol énekes
- Robin Williams színész
- Robert Downey Jr. amerikai színész
- Rupert Everett angol színész
- Rupert Grint angol színész
- Rupert Keegan brit autóversenyző
- Salzburgi Szent Rupert püspök, hitvalló, a bajorok apostola
- Rupert von Deutz, latinosan Rupertus Tuitiensis bencés szerzetes, kora skolasztikus teológus
- Roberto Baggio olasz labdarúgó
- Robert Plant angol énekes
- Robert Lewandowski lengyel labdarúgó

### Uralkodók
- Károly Róbert magyar király
- I. Róbert skót király
- II. Róbert skót király
- III. Róbert skót király

### Egyéb Róbertek, Robinok, Robinzonok és Rupertek
- Róbert Gida,  Micimackó barátja
- Robin, a DC Comics egyik szuperhőse, Batman ifjú társa
- Robin Hood
- Robinson Crusoe